# Zelandotipula forsteriana
Zelandotipula forsteriana är en tvåvingeart som först beskrevs av Alexander 1962.  Zelandotipula forsteriana ingår i släktet Zelandotipula och familjen storharkrankar.
Artens utbredningsområde är Bolivia. Inga underarter finns listade i Catalogue of Life.